# اندیس باغ بالا ۲
باغ بالا ۲ یک اندیس فلزی است که در حوالی شهر چاپان استان آذربایجان غربی قرار دارد و مادهٔ معدنی موجود در آن، آهن است.سنگ میزبان این اندیس شیست کهر است و دیرینگی آن به دوران پر کامبرین می‌رسد. 